# Culebra Cut

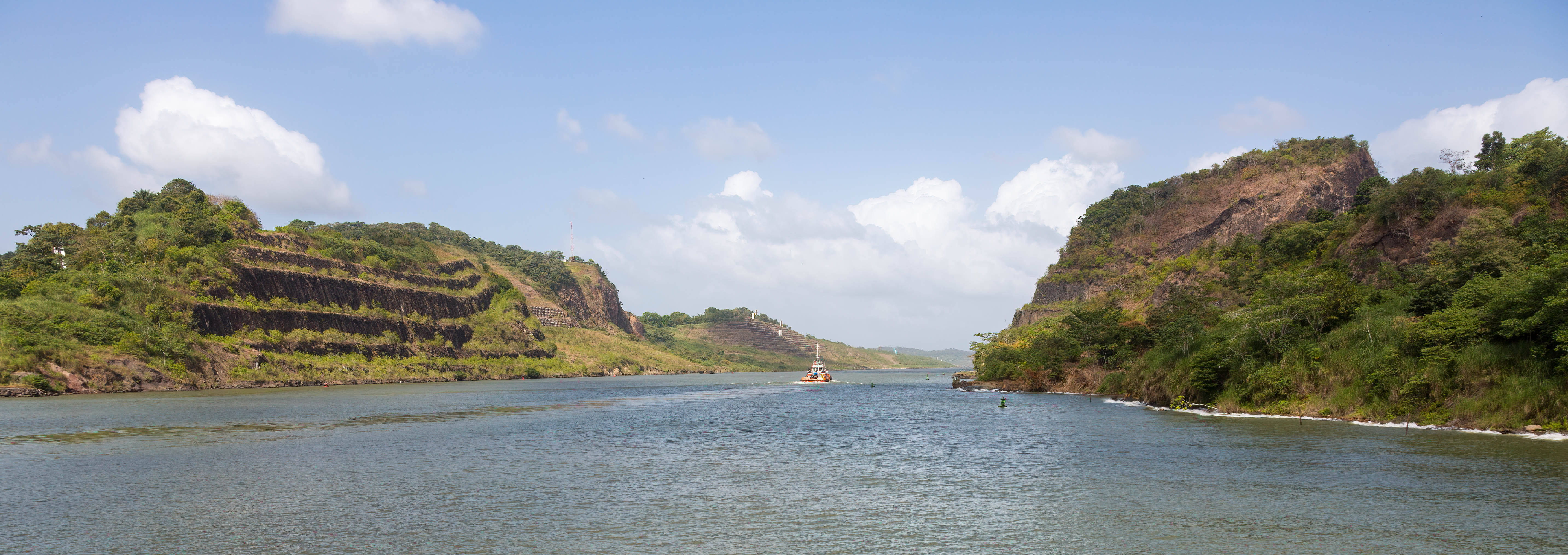
El Culebra Cut del canal de Panamà el gener de 2020

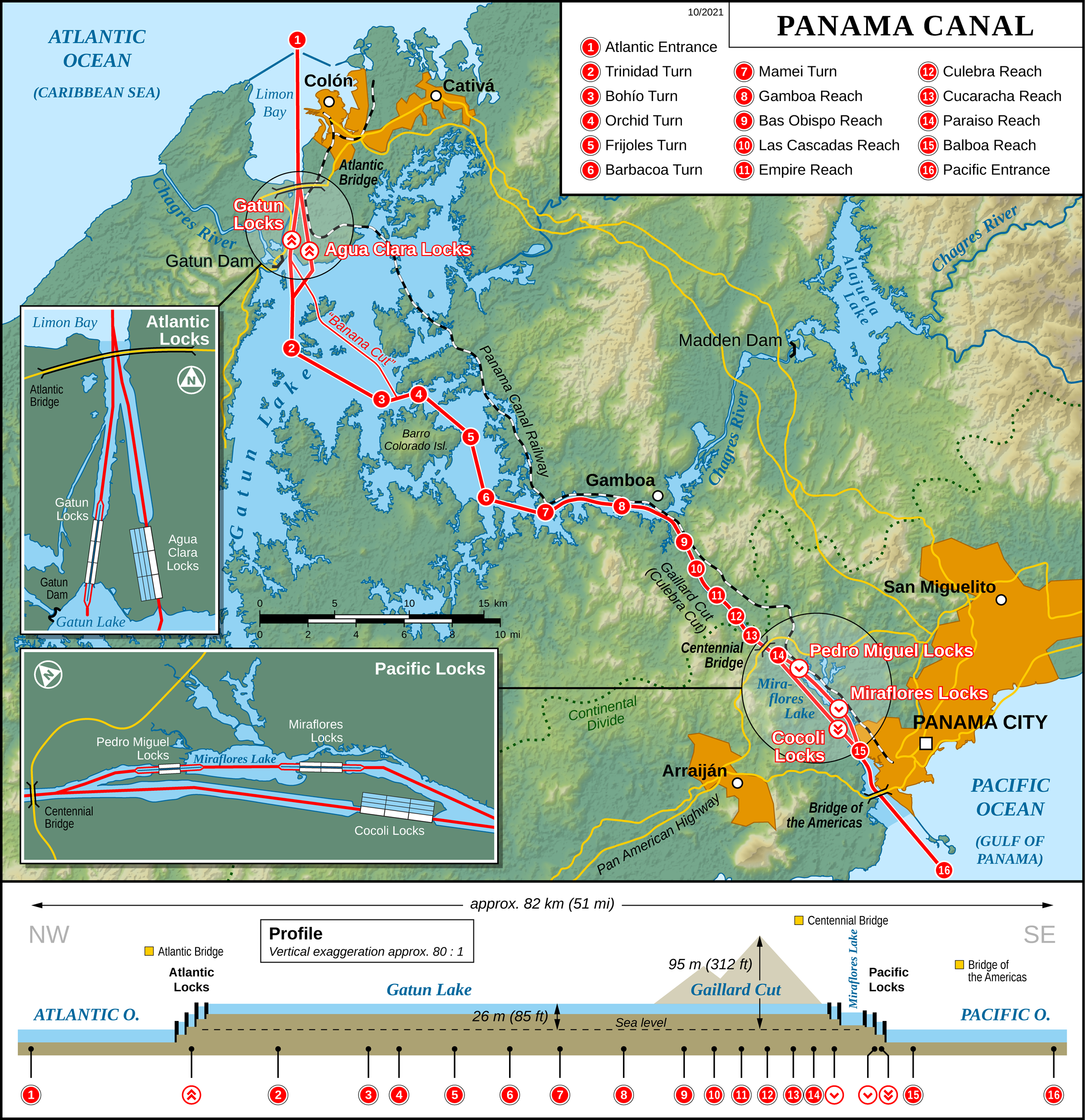
El canal de Panamà mostra la ubicació del tall Culebra

El Culebra Cut o Tall Culebra, abans anomenat tall Gaillard, és una vall artificial que travessa la Divisòria Continental a Panamà. El tall forma part del canal de Panamà, connectant el llac Gatún i, per tant, l'oceà Atlàntic, amb el golf de Panamà a l'oceà Pacífic. És de 7.8 milles (12.6 km) des de la resclosa de Pedro Miguel al costat del Pacífic fins al braç del riu Chagres del llac Gatún, amb un nivell d'aigua de 85 peus (26 m) sobre el nivell del mar.
La construcció del tall va ser una de les grans gestes d'enginyeria del seu temps; l'immens esforç necessari per completar-lo es justificava per la gran importància del canal per a la navegació, i en particular pels interessos estratègics dels Estats Units d'Amèrica.
Culebra és el nom de la carena de muntanyes que travessa l'istme de Panamà, i originalment també s'aplicava al tall mateix. De 1915 a 2000, el tall va rebre el nom de Gaillard Cut en honor al major nord-americà David du Bose Gaillard, que havia dirigit l'excavació. Després del lliurament del canal a Panamà l'any 2000, el nom es va tornar a canviar a Culebra. En castellà el tall es coneix com a Corte Culebra i també s'anomena tall de serp.

## Construcció

### Obra francesa

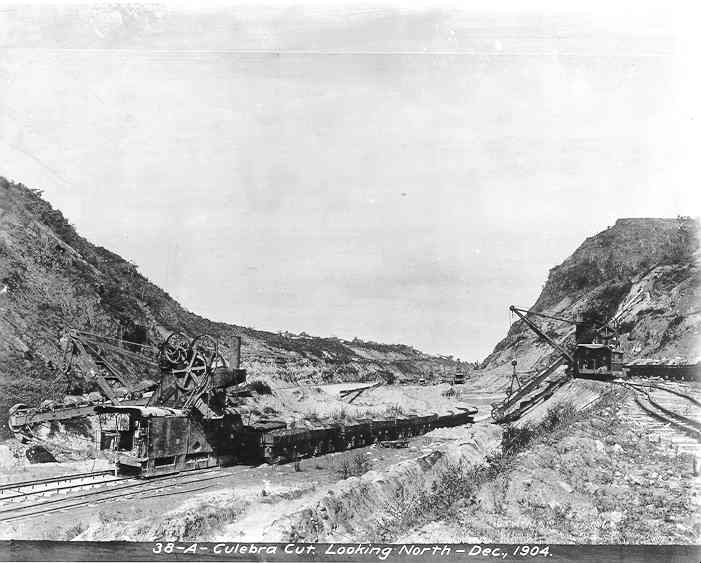
El tall Culebra el desembre de 1904, després del traspàs francès

L'excavació del tall va ser iniciada per una empresa francesa, dirigida per Ferdinand de Lesseps, que intentava construir un canal al nivell del mar entre els oceans, amb una amplada de fons de 22 metres (72 peus). L'excavació a Culebra va començar el 22 de gener de 1881. Una combinació de malaltia, subestimació del problema i dificultats financeres va provocar el col·lapse de l'esforç francès, que va ser comprat pels Estats Units el 1904. Els francesos havien excavat uns 14,256,000 metres cúbics (18,646,000 cu yd) de material del tall, i havia baixat el cim de 64 metres (210 peus) sobre el nivell del mar a 59 metres (194 peus) en una amplada relativament estreta.

### Obra americana

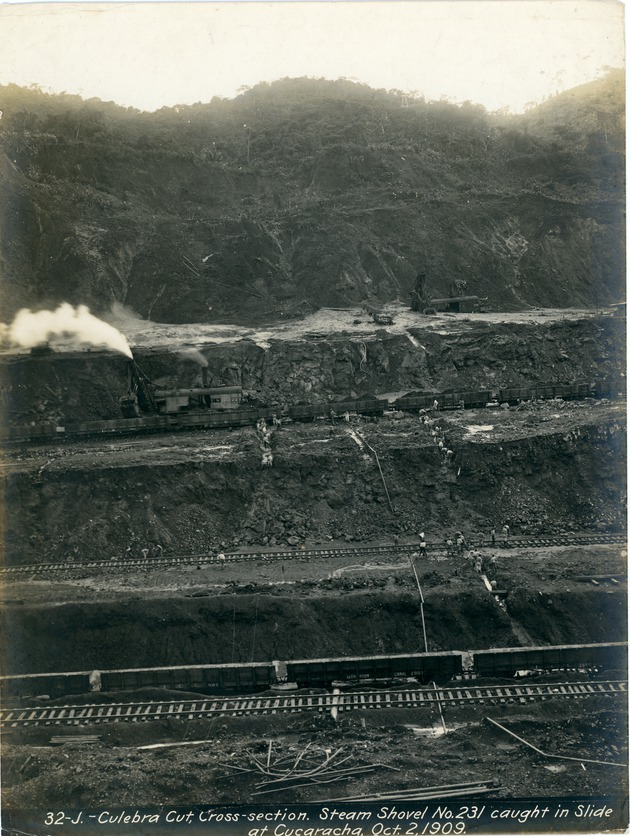
Construcció del tall de Culebra el 1909

Els Estats Units es van fer càrrec el 4 de maig de 1904. Sota el lideratge de John F. Stevens, i més tard de George Washington Goethals, l'esforç nord-americà va començar a treballar en un tall més ample però no tan profund, com a part d'un nou pla per a un canal elevat basat en rescloses, amb una amplada inferior de 91 metres (299 ft) ; això requeriria la creació d'una vall de fins a 540 metres (0.34 mi) ample a la part superior. Es va importar una gran quantitat de nous equips de moviment de terres i es va construir un sistema complet de ferrocarrils per a l'eliminació de les immenses quantitats de terra i roca.
El major David du Bose Gaillard, del Cos d'Enginyers de l'Exèrcit dels Estats Units, es va incorporar al projecte al mateix temps que Goethals, i es va posar a càrrec del districte central del canal, que era responsable de tot el treball entre el llac Gatun i el les rescloses de Pedro Miguel —el més destacat, el tall Culebra. Gaillard va aportar dedicació i un lideratge tranquil i clarivós a la seva tasca difícil i complexa.
L'envergadura de l'obra era enorme. Elaborades instal·lacions de compressors d'aire (múltiples) que utilitzen unes 30 milles de canonades alimentades amb centenars de trepants d'aire comprimit per perforar 400.000 lliures de dinamita al mes per explotar i fragmentar la roca del tall de manera que pogués ser excavada amb pales de vapor., la majoria fets per Bucyrus Foundry and Manufacturing Company de Milwaukee. Desenes de trens de botí van portar el botí de les pales als abocadors, uns 19 quilometres (12 mi) lluny. En un dia normal, 160 trens carregats de material es van treure d'un tall 14 quilometres (9 mi). Aquesta càrrega de treball als ferrocarrils requeria una coordinació hàbil. En els moments més concorreguts, hi havia un tren entrant o sortint gairebé cada minut.

Sis mil homes van treballar al tall, perforant forats, col·locant explosius, controlant pales de vapor i fent funcionar els trens de terra. També van traslladar i ampliar les vies del ferrocarril a mesura que avançava l'obra. El treball s'aturava dues vegades al dia per a la voladura, i després es van traslladar les pales de vapor per treure el botí solt (brutícia i roca). Cada dia es disparaven més de 600 forats plens de dinamita. En total, 27,000 tones mètriques (60 milió lliures)es van utilitzar de dinamita. En alguns llocs, unes 24 tones mètriques (52,000 lb) de dinamita es van plantar i detonar per a una única explosió.

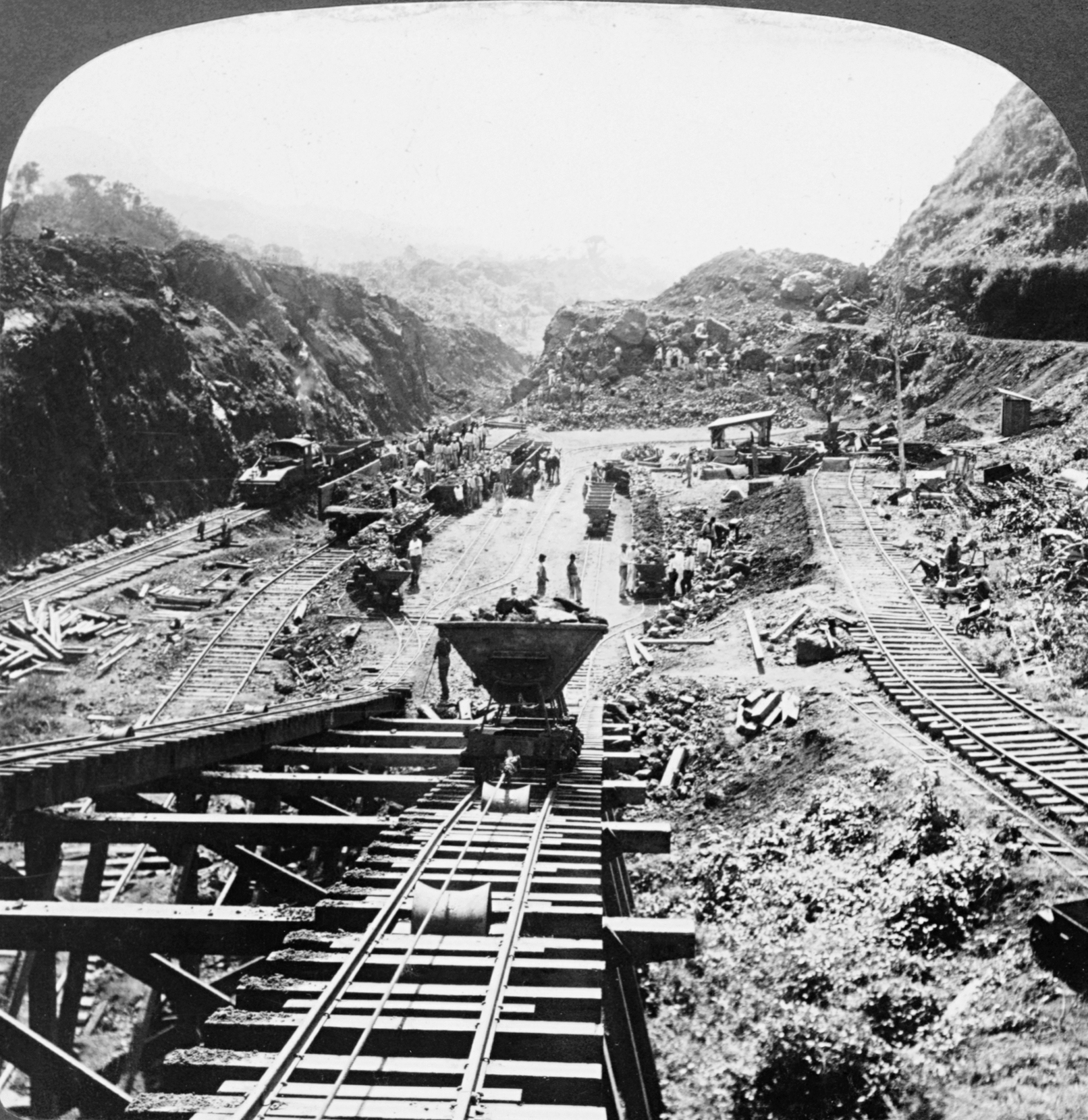
Construcció en curs al tall Culebra, 1907

### Esllavissades de terra
L'excavació del tall va ser una de les majors zones d'incertesa en la creació del canal, a causa de les grans esllavissades imprevistes. La Junta Internacional d'Enginyers Consultors havia decidit erròniament que la roca seria estable a una alçada de 73.5 metres (241 ft) amb un pendent d'1 en 1,5; a la pràctica, la roca va començar a ensorrar-se des d'aquell vessant a una alçada de només 19.5 metres (64 ft). El judici errònia es va deure en part a l'oxidació imprevista dels estrats de ferro subjacents a causa de la infiltració d'aigua, que va provocar un debilitament i, finalment, un col·lapse dels estrats. La suavització de la tensió de les capes d'esquist subjacent de les unitats sedimentàries va provocar que continués lliscant tot i que s'anava reduint la força del lliscament després de la fallada. 

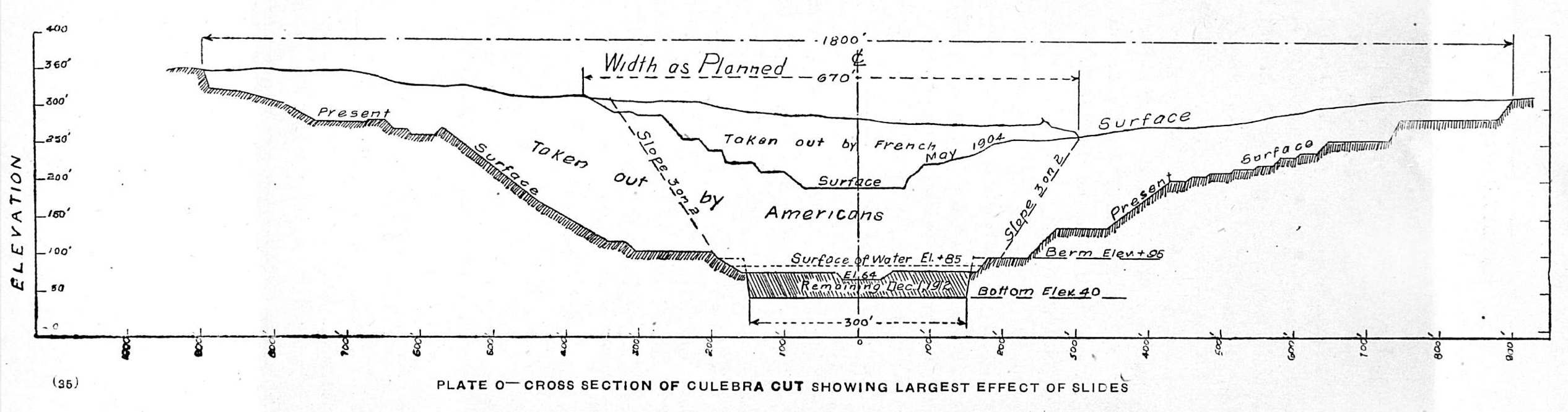
Secció transversal de Culebra Cut que mostra l'efecte més gran dels esllavissaments

El primer i més gran lliscament es va produir el 1907 a Cucaracha. L'esquerda inicial es va observar per primera vegada el 4 d'octubre de 1907, seguida de l'esfondrament massiu d'uns 500,000 iardes cúbiques (380,000 m3) d'argila. Aquest episodi va fer que molta gent suggerís que la construcció del Canal de Panamà seria impossible; Gaillard va descriure els tobogans com a glaceres tropicals, fetes de fang en comptes de gel. L'argila era massa tova per ser excavada per les pales de vapor i, per tant, s'eliminava en gran part tancant-la amb aigua des d'un nivell alt.
Després d'això, es va eliminar el sediment dels nivells superiors del tall, donant lloc a menys pes sobre els estrats febles. Les esllavissades van continuar sent un problema després de l'obertura del canal, provocant tancaments intermitents.

## Finalització

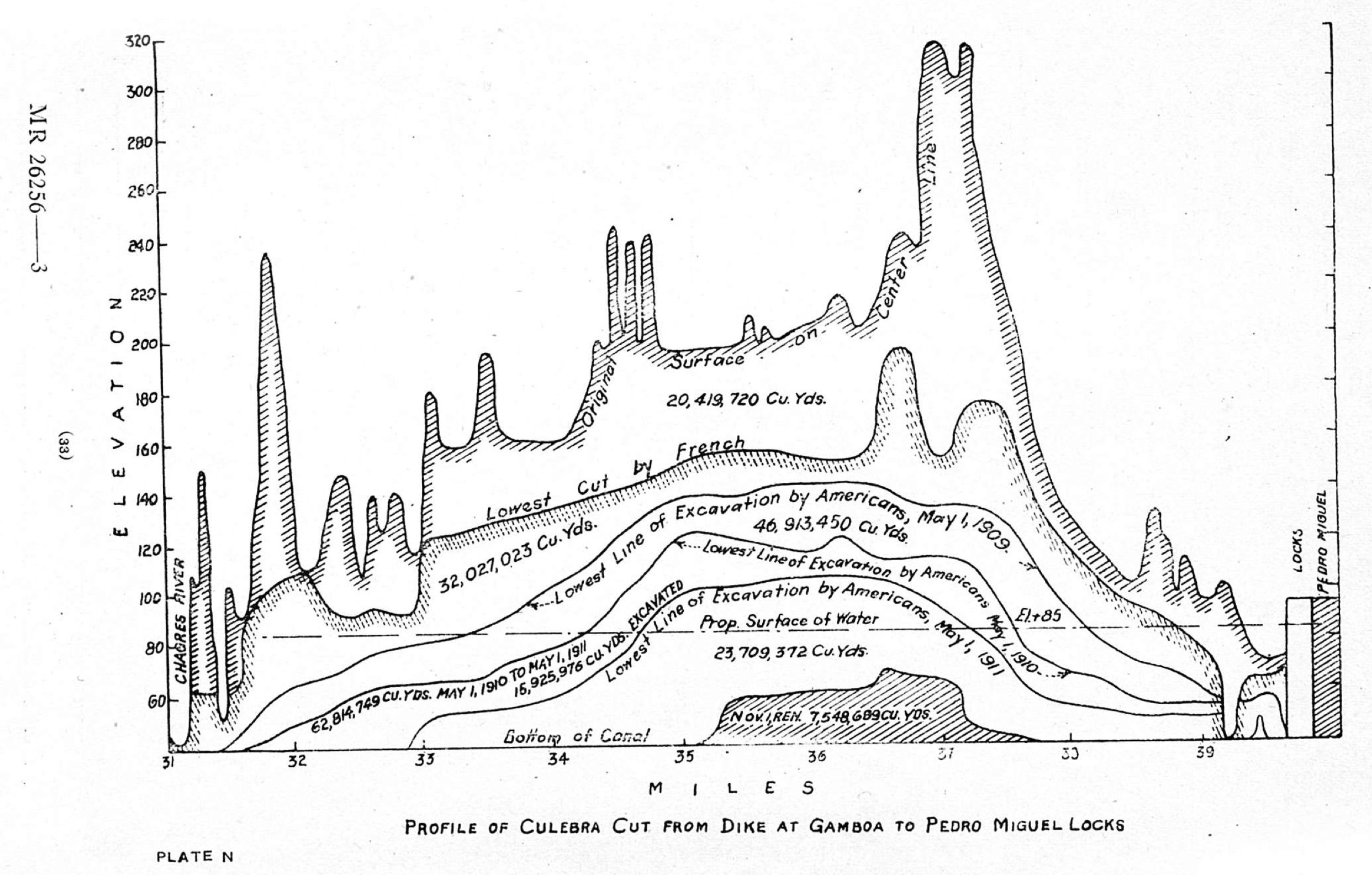
Perfil del tall de Culebra des de la presa de Gamboa fins a les rescloses de Pedro Miguel, mostrant nivells successius d'excavació

Les pales de vapor van trencar el tall Culebra el 20 de maig de 1913. Els nord-americans havien rebaixat el cim del tall de 59 a 12 metres (194 a 39 ft) sobre el nivell del mar, alhora que l'ampliaven considerablement, i havien excavat més de 76 milió metres cúbics (100 milió iardes cúbiques) de material. Uns 23 milió m3 (30 milió cu yd) d'aquest material va ser addicional a l'excavació prevista, havent estat introduït al tall per les esllavissades.
Gaillard va ser ascendit a coronel el 1913. Un mes després, el 5 de desembre, va morir d'un tumor cerebral a Baltimore, Maryland i, per tant, no va viure per veure l'obertura del canal el 1914. El tall Culebra, com es coneixia originàriament, va ser rebatejat pel tall Gaillard el 27 d'abril de 1915, en el seu honor. Després de la cessió del canal a Panamà l'any 2000, es va restablir l'antic nom de Culebra Cut.